# 三角山风景区
三角山风景区是中国湖北省黄冈市浠水县绿杨乡境内的一个风景区，位于大别山南麓。三角山是国家4A级旅游景区和黄冈市爱国主义教育基地。
风景区方圆60平方公里，主峰海拔1055米，属大陆性季风气候。